# Valerie Harper
Valerie Harper, född 22 augusti 1939 i Suffern, New York, död 30 augusti 2019 i Los Angeles, Kalifornien, var en amerikansk skådespelare.

## Biografi
Innan hon blev skådespelerska hade hon en framgångsrik karriär som balettdansare vid Radio City Hall. Gradvis blev hon mer och mer intresserad av film och skådespeleri. Det stora genombrottet som skådespelerska fick hon under början av 1970-talet, då hon medverkade i TV-serier som Mary Tyler Moore och Rhoda.

## Filmografi i urval
- 1974 – Ursäkta, här kommer snuten!
- 1970-1977 - The Mary Tyler Moore Show (TV-serie)
- 1974-1978 - Rhoda (TV-serie)
- 1980 – Sista paret ut
- 1982 - Don't Go to Sleep (TV-film)
- 1984 - Vi skyller på Rio
- 1990 - Stolen: One Husband (TV-film)
- 1994 - Missing Persons (TV-serie)
- 1995 - Ombytta roller
- 1998 - Melrose Place (gästroll i TV-serie)
- 1999 - Sex and the City (gästroll i TV-serie)
- 2001 - That '70s Show (gästroll i TV-serie)
- 2003-2004 - Inte helt perfekt (TV-serie)